# Psych
(Tagline della serie TV)
Psych è una serie televisiva statunitense creata da Steve Franks, e trasmessa dal 2006 al 2014 sul canale USA Network per un totale di otto stagioni.
La drammedia poliziesca (ispirata a Moonlighting e Magnum, P.I.) vede protagonista Shawn Spencer, un ragazzo dall'innato istinto d'osservazione che finge di essere un sensitivo per poter indagare nei casi più disparati assieme alla polizia.
In Italia è stata trasmessa in prima visione a pagamento dal 19 gennaio 2008 al 27 ottobre 2014, prima da Steel e poi da Joi; in chiaro è stata trasmessa dal 7 giugno 2008 al 22 novembre 2015, prima da Rete 4 e in seguito da TOP Crime.

## Trama
Santa Barbara, California. Shawn Spencer, giovane figlio dell'ex-poliziotto Henry Spencer, lavora come "consulente sensitivo" con il Dipartimento di Polizia di Santa Barbara. In realtà Shawn non è affatto un sensitivo, ma presenta delle facoltà intuitive talmente elevate, in gran parte dovute agli "allenamenti" del padre nell'infanzia, da convincere della cosa il capo Karen Vick e i detective Carlton Lassiter e Jules O'Hara.
La collaborazione con la polizia inizia quando Shawn si intromette in un'indagine: i detective sono incuriositi dalle sue intuizioni sul caso, al punto da sospettare che vi sia coinvolto. Per togliersi dai guai, Shawn inventa la storia dei suoi poteri psichici.
In seguito, visto il successo ottenuto, si inventa la professione di "detective sensitivo" aprendo con il suo migliore amico d'infanzia, Gus Guster, un'agenzia investigativa: la Psych.

## Episodi
Gli episodi di Psych si contraddistinguono per la loro struttura unica, difatti quasi ogni episodio della serie si apre con un flashback che mostra l'infanzia di Shawn. Tali flashback si concludono generalmente con un consiglio o un ammonimento di Henry Spencer al figlio che si ricollegherà alla trama centrale. Man mano che la serie procede i suddetti flashback divengono sempre più recenti e, nella sesta stagione, iniziano a diminuire per poi scomparire quasi completamente nella settima e nell'ultima.
Nella trasmissione italiana in chiaro dello show, Mediaset non ha rispettato l'ordine cronologico originale degli episodi.
| Stagione         | Episodi | Prima TV originale | Prima TV Italia |
| ---------------- | ------- | ------------------ | --------------- |
| Prima stagione   | 15      | 2006-2007          | 2008            |
| Seconda stagione | 16      | 2007-2008          | 2008            |
| Terza stagione   | 16      | 2008-2009          | 2009            |
| Quarta stagione  | 16      | 2009-2010          | 2010            |
| Quinta stagione  | 16      | 2010               | 2011            |
| Sesta stagione   | 16      | 2011-2012          | 2012            |
| Settima stagione | 16      | 2013               | 2013-2014       |
| Ottava stagione  | 10      | 2014               | 2014            |

## Personaggi e interpreti
- Shawn Spencer, interpretato da James Roday, doppiato da Stefano Crescentini.
- Burton "Gus" Guster, interpretato da Dulé Hill, doppiato da Alessandro Quarta.
- Carlton Lassiter, interpretato da Timothy Omundson, doppiato da Andrea Lavagnino.
- Juliet  "Jules" O'Hara, interpretata da Maggie Lawson, doppiata da Barbara De Bortoli.
- Karen Vick, interpretata da Kirsten Nelson, doppiata da Cinzia De Carolis.
- Henry Spencer, interpretato da Corbin Bernsen, doppiato da Saverio Moriones.

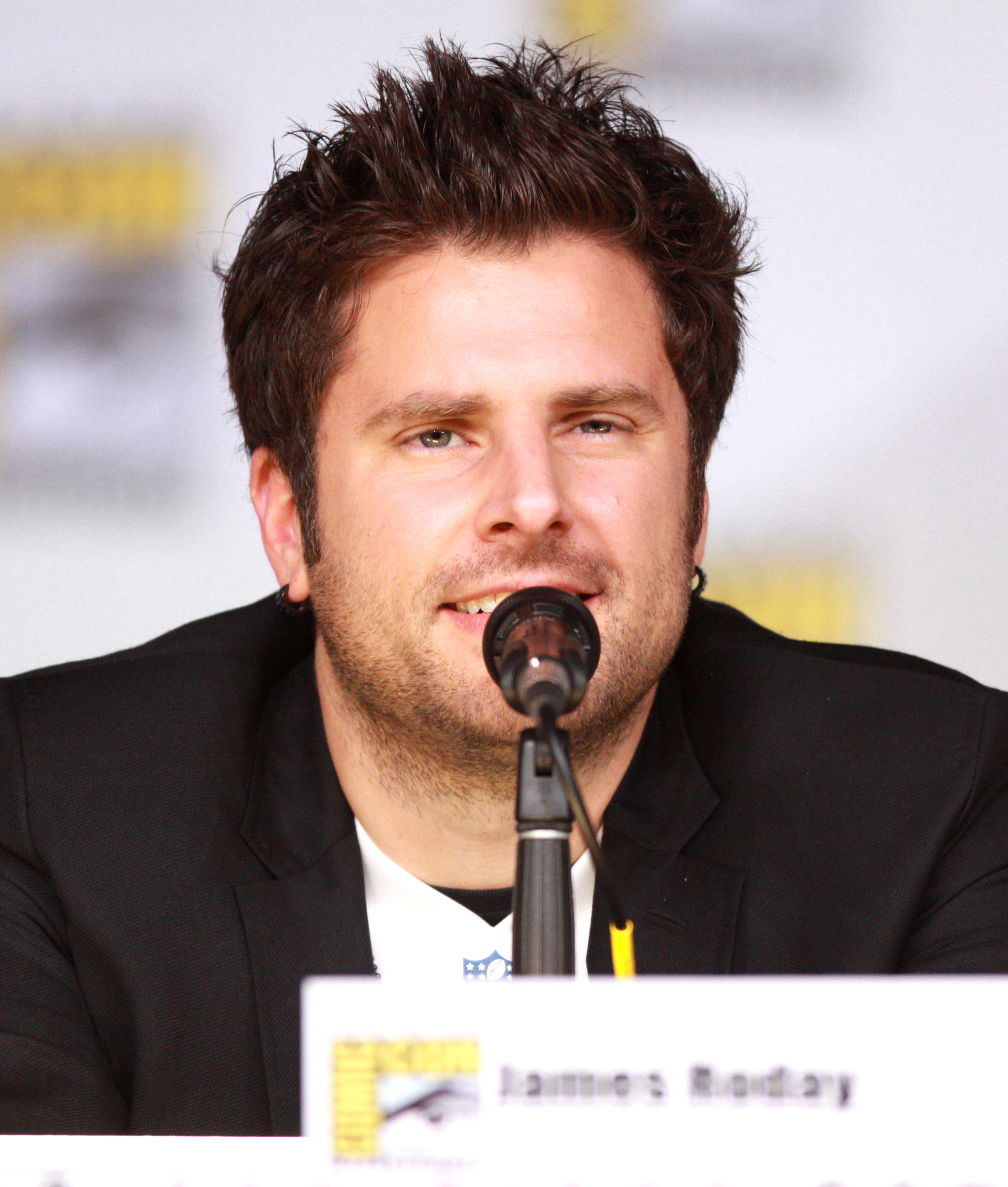
James Roday, interpreta Shawn Spencer
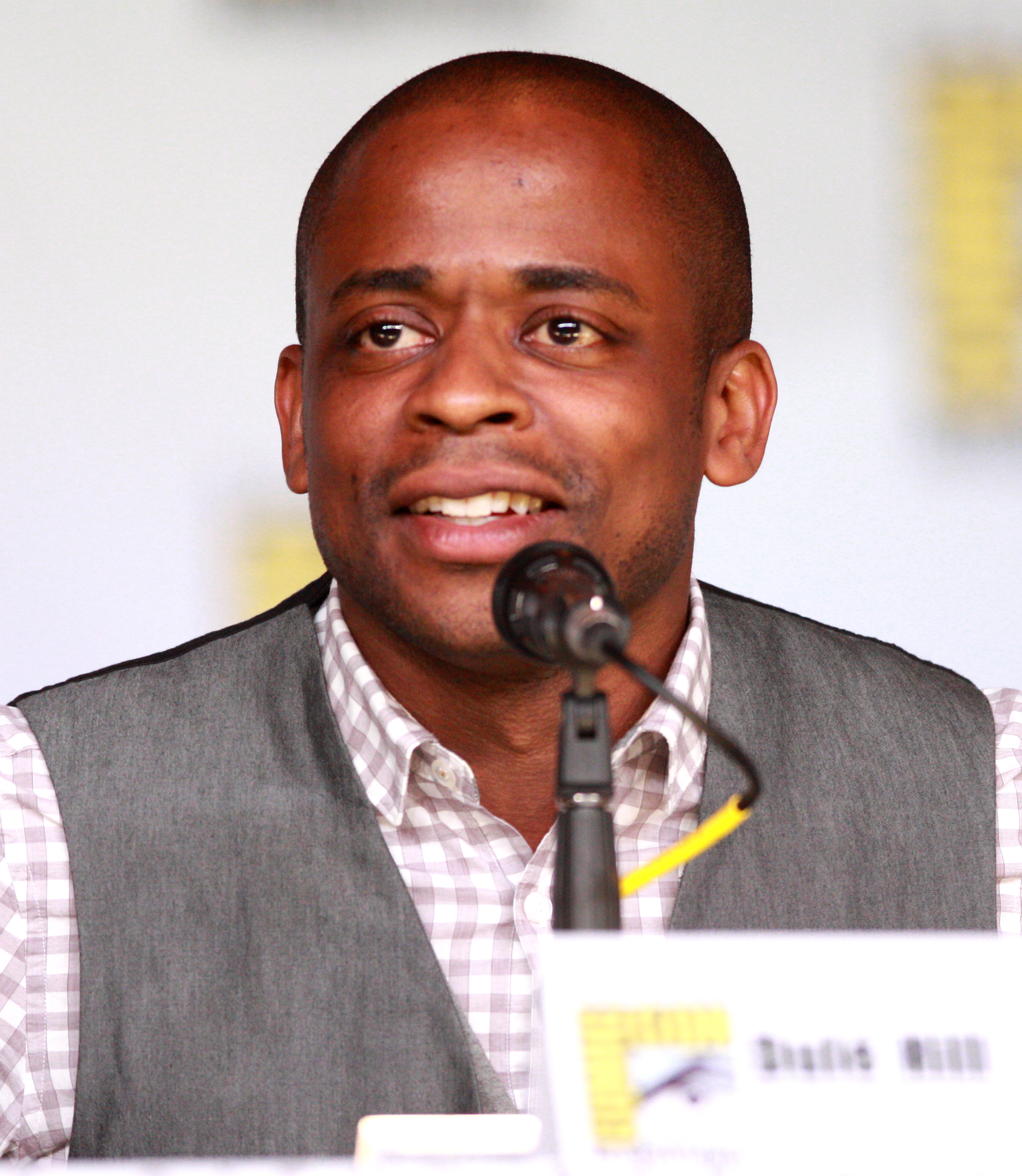
Dulé Hill, interpreta Burton Guster
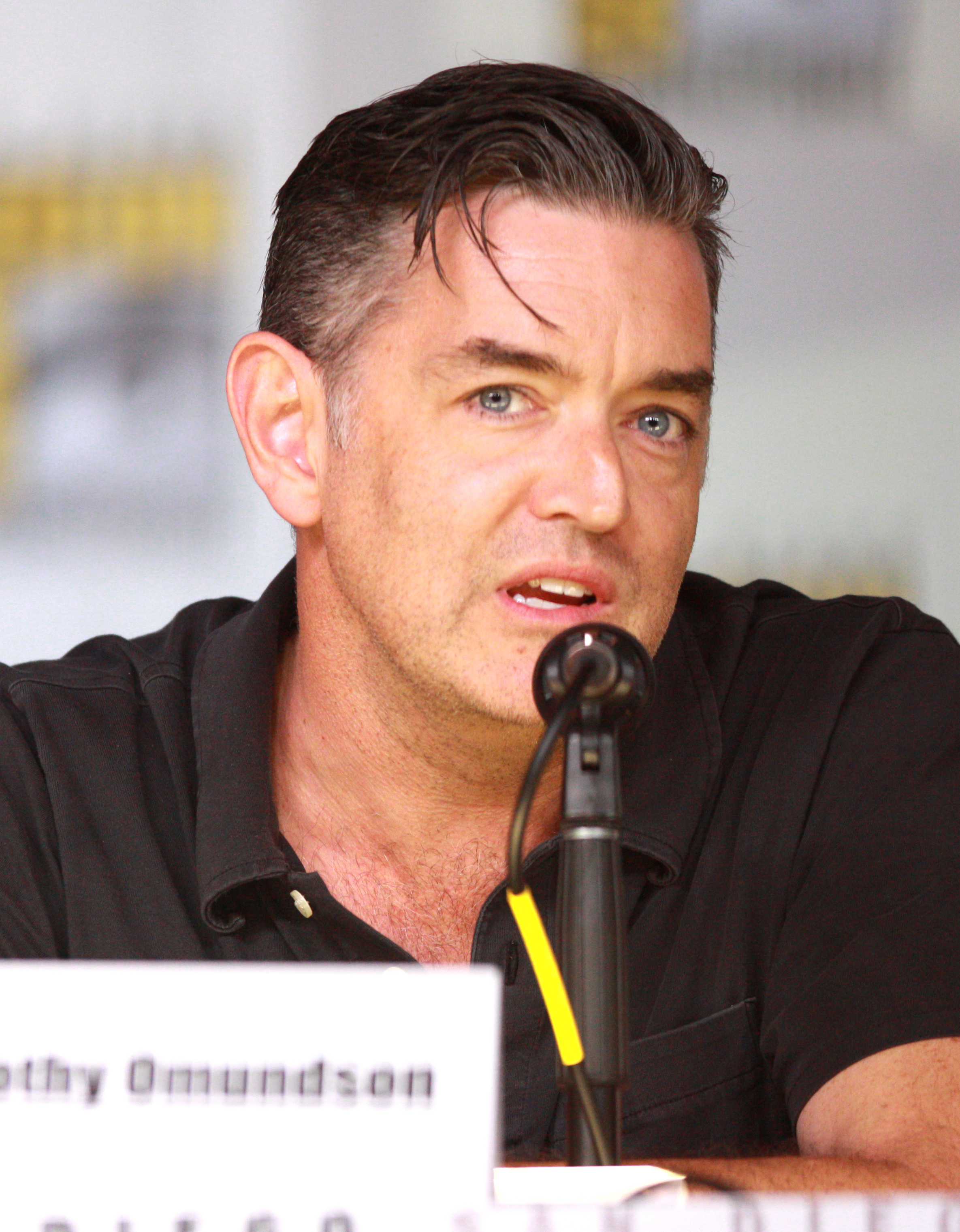
Timothy Omundson, interpreta Carlton Lassiter
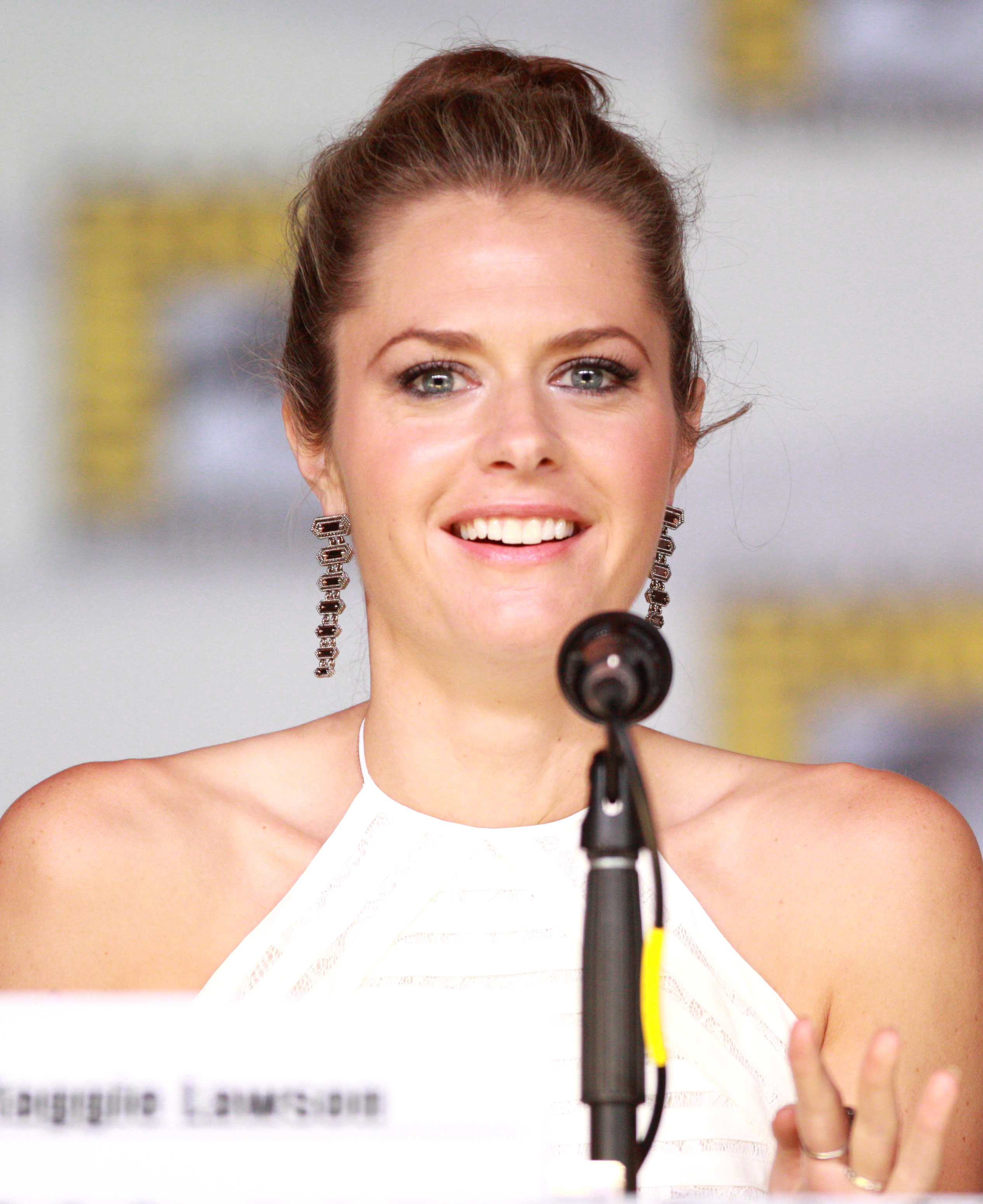
Maggie Lawson, interpreta Juliet O'Hara
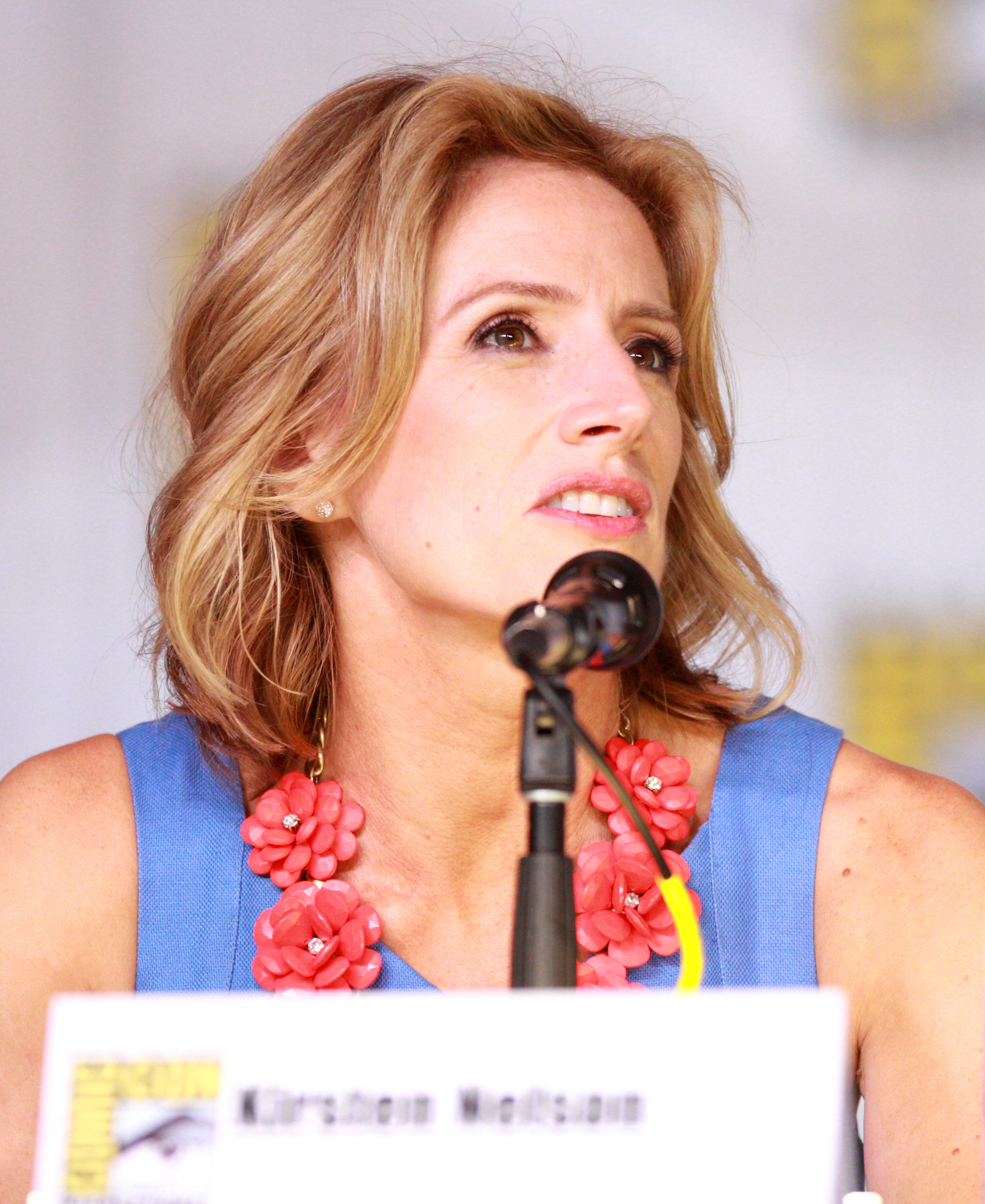
Kirsten Nelson, interpreta Karen Vick
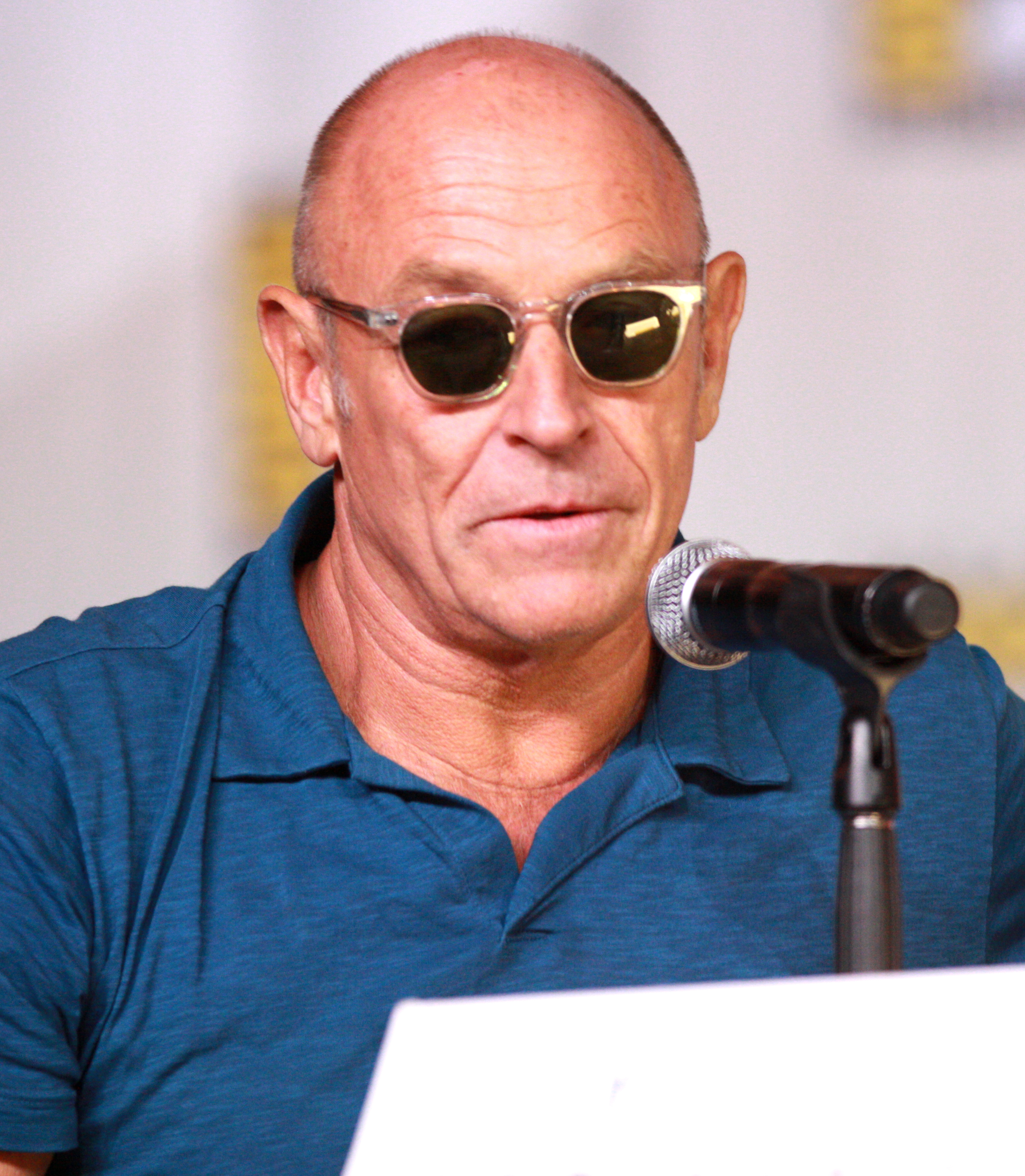
Corbin Bernsen, interpreta Henry Spencer

## Produzione

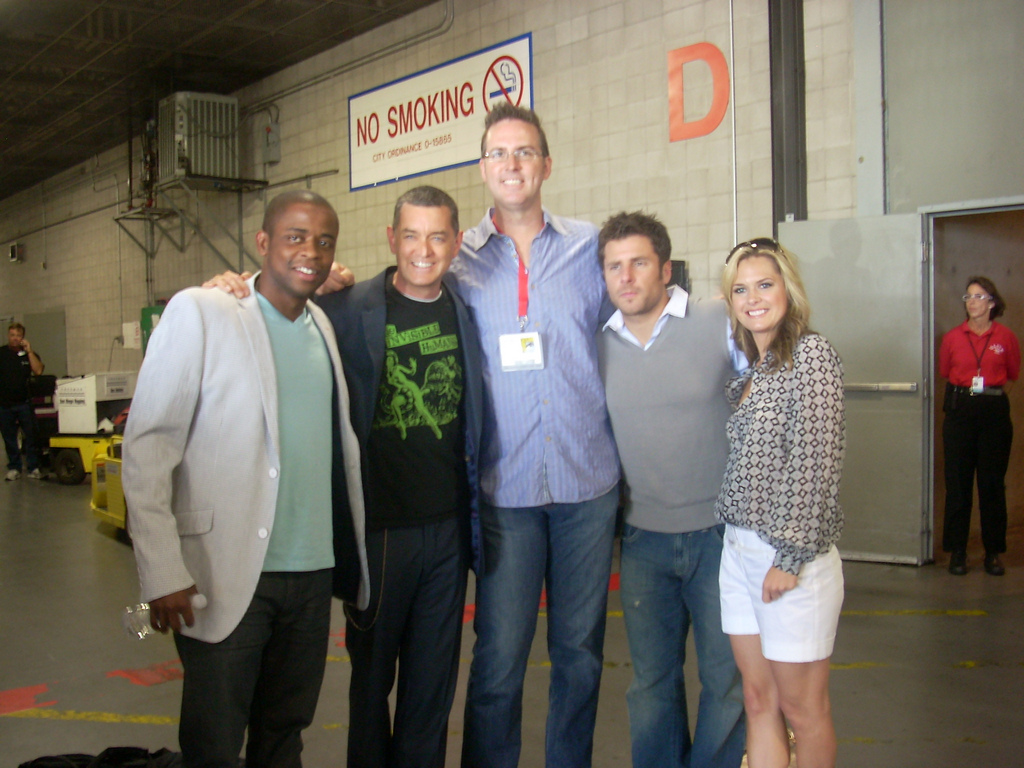
Steve Franks (al centro) coi membri principali del cast al San Diego Comic-Con International 2009.

### Cast
Il 30 agosto 2005 James Roday e Dulé Hill sono stati i primi attori scritturati nel cast, assieme a Corbin Bernsen; successivamente, il 27 aprile, al cast si aggiungono Timothy Omundson e Anne Dudek, la quale, dopo l'episodio Pilota, viene sostituita da Maggie Lawson. Dalla seconda stagione, Kirsten Nelson, che precedentemente ricopriva un ruolo ricorrente, viene promossa a membro fisso della troupe.
Inoltre Sage Brocklebank e Kurt Fuller, pur non essendo accreditati tra il cast principale, dalla loro prima apparizione sono stati presenti in quasi tutti gli episodi.
Dal 2009 Roday e Hill, oltre che protagonisti, sono divenuti anche produttori dello show. Il primo dei due attori ha, in aggiunta, vestito i panni di regista e sceneggiatore rispettivamente in 8 e 16 episodi.

### Location

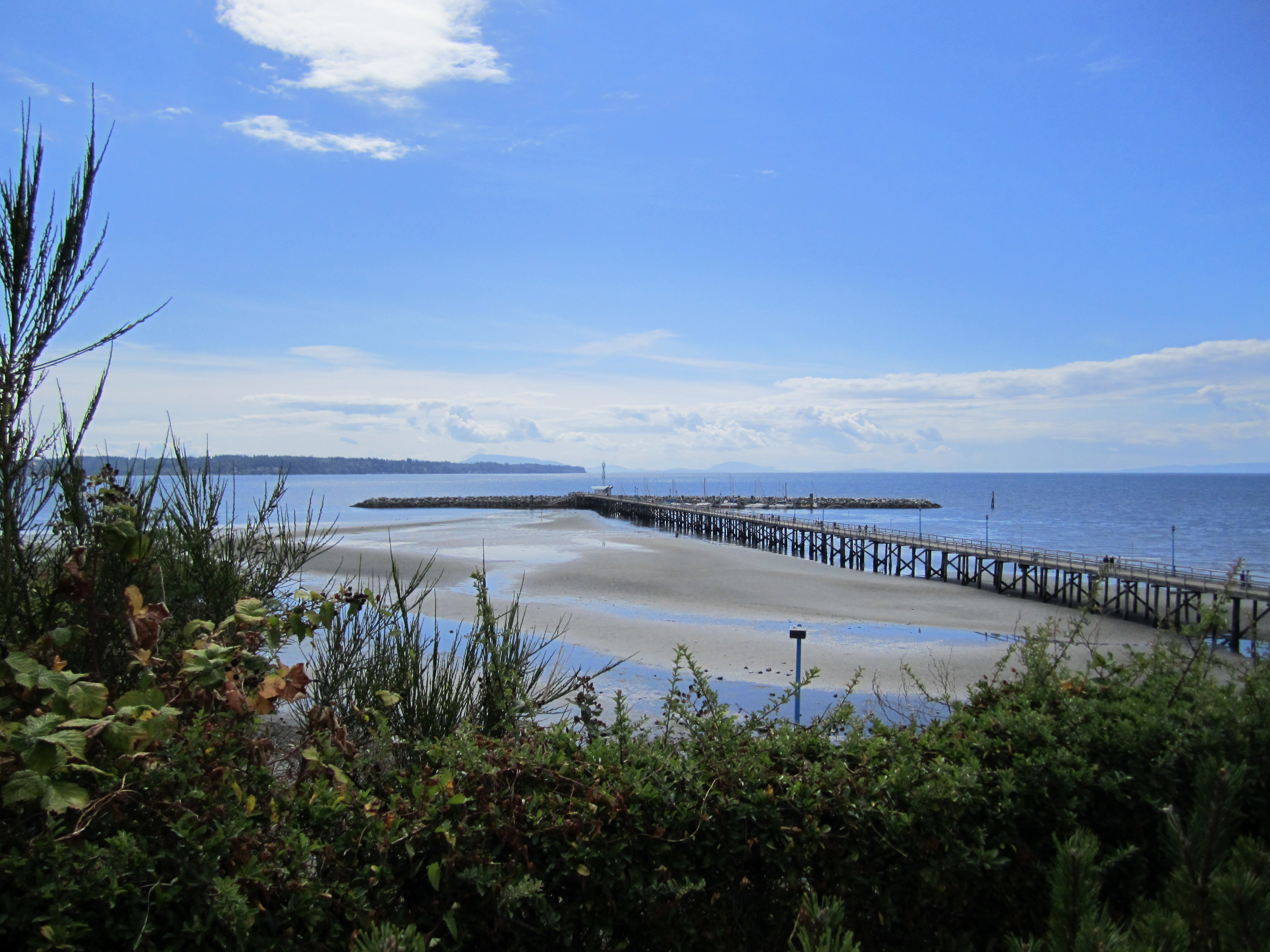
White Rock, set principale della serie

Le riprese di Psych si sono svolte in Canada, dove il set della cittadina californiana di Santa Barbara è stato ricreato a White Rock, Columbia Britannica. La troupe si è servita inoltre di alcune zone di Vancouver e del Lower Mainland come location di sfondo per il paesaggio, nonché, occasionalmente, dell'area costiera dell'Oceano Pacifico; dato che Santa Barbara è situata su una costa montuosa priva di baie a poche miglia dalle Channel Islands. Set quali la sede della Psych o le abitazioni dei vari personaggi sono stati cambiati in numerose occasioni mentre gli interni del dipartimento di polizia sono stati ricostruiti in un ex-ospedale pediatrico. Per rendere più reale la ricostruzione del paesaggio la troupe si è servita di tre finte palme ciclicamente trasportate da un set all'altro.
Molte delle tipiche riprese aeree della città, presenti in ogni episodio durante i cambi di scena, sono state tuttavia realmente svolte a Santa Barbara, così come le inquadrature esterne del dipartimento di polizia. Steve Franks scelse di ambientare lo show proprio nella cittadina californiana poiché ne rimase colpito dopo averla visitata durante la luna di miele.

### Colonna sonora

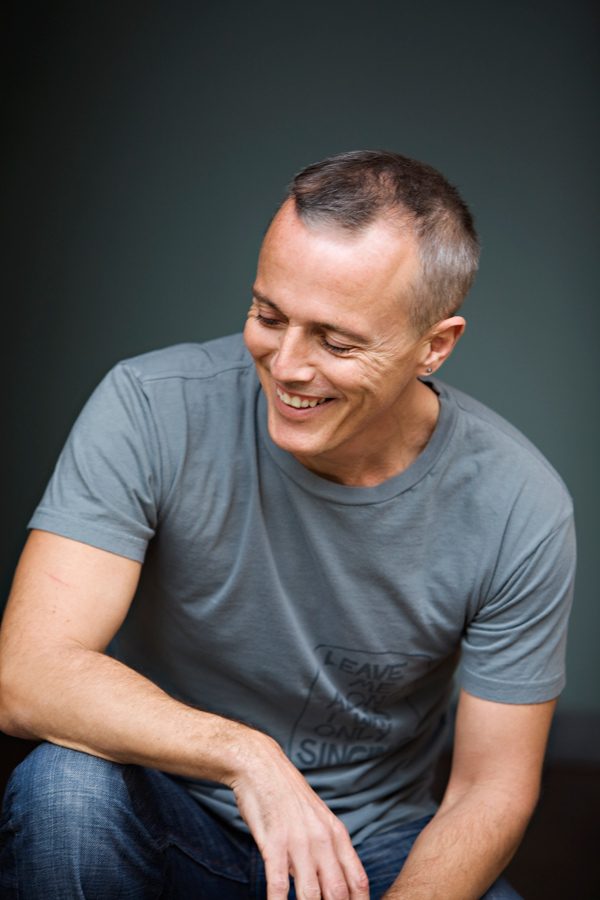
Curt Smith dei Tears for Fears, guest star ricorrente dello show, ne ha riarrangiato la sigla in un episodio.

Il tema musicale della sigla è I know, you know dei Friendly Indians, di cui Steve Franks è voce e chitarrista. La maggior parte degli episodi si serve unicamente del ritornello del brano, tuttavia, a partire dalla terza stagione, è stata utilizzata di frequente anche la versione estesa. In svariate puntate a tema specifico la sigla ha subito inoltre delle variazioni:
- In Profumo d'omicidio, Liberate Babbo Natale e Viaggio introspettivo è stata modificata con un tema natalizio, così come anche i titoli di testa.
- In Omicidio sul set e Trasferta in Messico è stata cantata in lingua spagnola.
- In Omicidio a Bollywood è stata modificata con un tema hindi.
- In Addio gioventù e Lotta alle gang è stata cantata a cappella dai Boyz II Men.
- In Romeo e Giulietta e Juliet è stata cantata in inglese ma coi titoli di testa scritti in sinogrammi.
- Ne La lista d'attesa è stata cantata da Curt Smith, guest star nell'episodio stesso, il quale ha scritto anche la canzone This is Christmas per Viaggio introspettivo[11].
- In Una cittadina vecchio stampo è stata cantata da Julee Cruise, autrice di molte delle colonne sonore de I segreti di Twin Peaks, cui l'episodio è dedicato.
- In Una coppia di supereroi è stata modificata con un tema supereroistico e i titoli di testa sono stati resi simili alle vignette di un fumetto.
- In Trappola per Lassie è stata modificata con un tema simile alla colonna sonora di Shining e delle immagini ispirate al film.
- In Psych 100 è stata modificata coi titoli di testa simili alle carte da gioco di Cluedo.

### La gag dell'ananas
Durante le riprese dell'episodio pilota James Roday nascose un vero ananas nel set della casa di Gus senza informare la troupe e, successivamente, improvvisò una scena non presente nel copione in cui, prima di uscire dall'abitazione, prese in mano il frutto e, rivolgendosi a Dulé Hill, domandò: «Woh! Ce la portiamo per il viaggio?» ("Hey buddy! Should I slice this up for the road?"). Steve Franks ne rimase tanto colpito che non solo decise di tenere la scena, ma chiese all'attore di nascondere un ananas da qualche parte nel set in ogni episodio successivo. Col tempo, quella che nella prima stagione era una prerogativa di Roday è stata poi estesa anche agli sceneggiatori e agli altri membri del cast, tanto da far sì che l'ananas sia divenuto una sorta di simbolo della serie.
La gag, molto popolare tra i fan, ha inoltre portato alla nascita del sito Psych Pineapple.com che si occupa appunto di individuare e raccogliere le varie apparizioni degli ananas di episodio in episodio.

## Accoglienza
L'episodio pilota di Psych registrò uno share di 4,51 per un totale di 6,1 milioni di visualizzazioni in totale, ovvero il tasso più alto del 2006 per la première di una serie TV via cavo sotto ogni chiave di lettura demografica.
Il San Jose Mercury News ed il Seattle Post-Intelligencer hanno dato da sempre critiche molto positive alla serie, esaltando il carisma e l'umorismo di Roday, nonché l'alchimia di questi con gli altri membri del cast, Hill in particolare. Col proseguire della serie, le recensioni positive si sono fatte sempre più consistenti, tanto che della serie hanno avuto sempre maggior riscontro positivo le puntate a tema, la dinamicità del cast, sia artistico che creativo, e la fresca genuinità mantenuta nonostante il passare del tempo.

## Riconoscimenti
Nel suo anno d'esordio, Psych ha vinto l'Independent Investigations Group Annual Award per l'appoggio dato alla scienza contro la superstizione; sempre nel 2006 James Roday è stato candidato ai Satellite Award come miglior attore in una serie commedia o musicale. Sia nel 2008 che 2009, la serie è stata nominata agli Ewwy Award come migliore serie TV commedia; nel 2009 Roday ha avuto inoltre una nomination, sempre agli Ewwy Award, come miglior attore in una commedia televisiva. Nel 2010, Psych è stata nominata agli Emmy Award, nella categoria miglior composizione musicale, per l'episodio Sulla scia di Hitchcock, mentre nel 2012 nella categoria miglior realizzazione creativa nei media interattivi, per il gioco online Hashtag Killer; nel medesimo anno Psych è inoltre stata nominata per il People's Choice Award come miglior serie TV comica via cavo, mentre nel 2014 ha vinto.

## Edizioni home video
Le otto stagioni di Psych sono disponibili in home video in formato DVD-Video.
| Stagione         | Episodi | Uscita negli USA | Uscita in Europa | Uscita in Italia  |
| ---------------- | ------- | ---------------- | ---------------- | ----------------- |
| Prima stagione   | 15      | 26 giugno 2007   | 24 aprile 2008   | 25 marzo 2009     |
| Seconda stagione | 16      | 11 luglio 2008   | 7 giugno 2010    | 18 novembre 2009  |
| Terza stagione   | 16      | 21 luglio 2009   | 21 febbraio 2011 | 17 settembre 2014 |
| Quarta stagione  | 16      | 13 luglio 2010   | 18 luglio 2011   | 19 novembre 2014  |
| Quinta stagione  | 16      | 31 maggio 2011   | 21 maggio 2012   | 22 luglio 2015    |
| Sesta stagione   | 16      | 16 ottobre 2012  | 26 luglio 2013   | -                 |
| Settima stagione | 16      | 8 ottobre 2013   | 11 luglio 2016   | -                 |
| Ottava stagione  | 10      | 1º aprile 2014   | -                | -                 |

## Opere correlate

### Libri
- Lo scrittore William Rabkin ha pubblicato in totale cinque libri ispirati alla serie:
  - A Mind Is a Terrible Thing to Read (6 gennaio 2009)
  - Mind Over Magic (7 giugno 2009)
  - The Call of the Mild (5 gennaio 2010)
  - A Fatal Frame of Mind (3 agosto 2010)
  - Mind-Altering Murder (1º febbraio 2011)
- Chad Gervich[22], James Roday e Dulé Hill, hanno pubblicato un finto manuale relativo alla serie:
  - Guida Psych alla lotta al crimine per totali incapaci[23] (7 maggio 2013)

Tutti e sei i romanzi sono inediti in Italia.

### Fumetti
- Al San Diego Comic-Con International del 2009, è stato distribuito in edizione limitata un fumetto ispirato alla serie TV: Psych: The (Not So) Great Escape, scritto da Anupam Nigam ed illustrato da Justin Greenwood[24]. Le vicende narratevi vedono il finto sensitivo e il suo assistente sulle tracce dell'esperto di evasione Clayton Jaye.

### Film TV
- Il 15 dicembre 2013 è stato trasmesso il film TV Psych: il musical.[25]
- Il 7 dicembre 2017 il film TV Psych: The Movie è stato trasmesso negli Stati Uniti sul canale USA Network.[26]. Nel 2020 è stato trasmesso il sequel Psych 2: Lassie Come Home e nel 2021 il terzo capitolo Psych 3: This Is Gus. Tutti i film sono inediti in italiano.

### Webserie
- Parallelamente agli episodi trasmessi su USA Network, dal 2006 al 2008 il regista e illustratore J.J. Sedelmaier, ha prodotto una miniserie animata di quattordici episodi: Psych: The Big Adventures of Little Shawn and Gus, pubblicati sul sito ufficiale dello show[27].
- Nel 2009, sul sito ufficiale della serie, è stata pubblicata una miniserie di tre webisodi diretti da Rob Pearlstein e relativi alla giovinezza dei due protagonisti intitolata: Psych: Flashback to the Teen Years[28].

### Videogiochi
- Il 1º agosto 2010, sul sito ufficiale dello show ha esordito lo sparatutto in prima persona Squirrel Assassins[29], seguito, il 15 aprile dell'anno successivo, da Squirrel Assassins 2, versione riadattata per Facebook.
- Il 28 settembre 2011 USA Network ha pubblicato il gioco di ruolo online per social network Hashtag Killer[30].
- Il 15 febbraio 2013, visto il successo ottenuto da Hashtag Killer, ne è stato creato un seguito, The S#cial Sector[31].